# Hino (jezioro)
Hino (est. Hino järv, też: Pugalo järv, Suur-Pugalo järv, Valgejärv, Henno järv) – jezioro w Estonii. Znajduje się w prowincji Võrumaa, w gminie Misso. Nad jego brzegiem leżą miejscowości: Misso i Hino.
Jezioro ma 211 ha powierzchni i znajduje się na wysokości 179,9 m n.p.m. Maksymalna głębokość wynosi 10,4 m. Wokół jeziora ustanowiony jest obszar chroniony o powierzchni 534 ha. Sąsiaduje z jeziorami: Pulli järv, Saarjärv, Idinä järv, Vineki.